# ウイルスキラー
ウイルスキラー(瑞星殺毒軟件、Rising AntiVirus)とは、中国の瑞星Rising Technologyが開発したインターネットセキュリティスイート。

## 概要
世界で8000万ユーザーの使用実績を持つ、ウイルス対策ソフトである。日本ではイーフロンティア社が販売していた。ウイルスセキュリティZERO(ソースネクスト社)などの登場により、低価格帯のセキュリティソフトは価格競争が激しくなっており、競合他社に押されている。
また、2007年3月2日に発売された、更新料不要の「ウイルスキラーゼロ」は、2007年7月13日からシリアル番号1つでパソコン3台まで使えるようになっている。
この流れを引き継ぐ形で2008年3月28日に発売された「ウイルスキラー インターネットセキュリティ 2008」と「ウイルスキラー インターネットセキュリティ 2008 北斗の拳」はシリアル番号1つでパソコン3台まで使えるようになった。
最近では、2010年2月5日に「ウイルスセキュリティZERO」同様、OS対応型・更新料不要のウイルス対策ソフト「ウイルスキラーゼロ」が発売された。
過去には「ウイルスキラー」のマスコットキャラクター版が3種類発売されていた。ハローキティがマスコットキャラクターになっている「ういるすきらぁ ハローキティ」、ドラえもんがマスコットキャラクターになっている「ウイルスキラー ドラえもん」、ケンシロウがマスコットキャラクターになっている「ウイルスキラー 北斗の拳」も発売されたが、2008年2月22日（「北斗の拳」のみ2010年2月4日）をもって販売終了となった。
ラグナロクオンライン & ウイルスキラー クラウドを2012年5月30日に発売したが2013年1月19日にウイルスキラーシリーズ全てのサービス終了。

## 評価
VirusBulletin等の調査機関の結果では、改善は見られるもののあまり高いとは言えない。中国では、2007年時点でこれを使っているゲームプレイヤーが総数の80%を上回っているというニュースもあり、シェアは高い。
パッケージ版は新規アップデート時にサーバーが強化されていない為に新規アップデートの場合、数時間かかる事がある。
未だに改善されていない。

## サービスの終了
2012年10月19日にイーフロンティア側が突然2013年1月19日をもってウイルスキラーシリーズの更新の停止の発表を自社のホームページ上で行なった。同時に代替製品としてソースネクスト社製のウイルスセキュリティシリーズの期間限定(2012年11月1日〜2013年1月31日)で無償提供開始することを明かした。サービスの終了の背景には尖閣諸島問題の影響があったものと見られる。トップページにアクセスした場合「お使いのウイルスキラーはサービスを終了しております。（赤文字）現在のパターンファイルは提供しておりません。新ウイルスに対応できませんので、使用しないで下さい」と、使用を控えるようにする告知画面が一瞬出たのち、「ウイルスキラーシリーズは全てのサービスを終了いたしました。」とのお知らせへリンクされる。

## サービス終了に伴う返金対応
公式のサービス終了に伴うお知らせやQ&Aでは返金に関する案内表記はないが、「ウイルスキラー」シリーズ　サービス終了に伴う返金対応ページは存在し、問い合わせメールなどで返金の要望連絡を行った利用者に対しては返金対応が行われている。

## CM
ジャガー横田・木下博勝夫妻が登場するCMが放送されていた。